# 格尔夫港 (佛罗里达州)
格尔夫港（英語：Gulfport），是美国佛罗里达州下属的一座城市。建立于1910年。面积约为9.9平方公里（约合3.8平方英里）。根据2010年美国人口普查，该市有人口12,029人。论人口在本州排行第146。